# خانه قلمبر

خانه قلمبر در دزفول. درب ورودی

خانه در محله میان دره دزفول که قدمت آن به ۲۰۰ سال می‌رسد؛ که به شماره ۷۹۲۲ در فهرست آثار ملی ایران ثبت شده و متعلق به خاندان قلمبر و قلمبر دزفولی است. این خانه که به چهار بخش تقسیم می‌شود. دارای ۴ راهروی بزرگ است. کف پوش این خانه از سنگ مرمر است؛ و همچنین سقف‌های آن با شیشه‌های رنگی تزئین شده‌است. این خانه هم‌اکنون جز میراث فرهنگی ایران است.
این خانه که از آثار دوران قاجاریه است در تاریخ ۵ بهمن ماه ۱۳۷۸ به عنوان اثر ملی ثبت گردید
.